# Municipio de Clear Lake (Illinois)
El municipio de Clear Lake (en inglés: Clear Lake Township) es un municipio ubicado en el condado de Sangamon en el estado estadounidense de Illinois. En el año 2010 tenía una población de 8527 habitantes y una densidad poblacional de 95,23 personas por km².

## Geografía
El municipio de Clear Lake se encuentra ubicado en las coordenadas 39°49′48″N 89°31′52″O / 39.83000, -89.53111. Según la Oficina del Censo de los Estados Unidos, el municipio tiene una superficie total de 89.54 km², de la cual 87.45 km² corresponden a tierra firme y (2.33%) 2.09 km² es agua.

## Demografía
Según el censo de 2010, había 8527 personas residiendo en el municipio de Clear Lake. La densidad de población era de 95,23 hab./km². De los 8527 habitantes, el municipio de Clear Lake estaba compuesto por el 96.9% blancos, el 1.14% eran afroamericanos, el 0.3% eran amerindios, el 0.46% eran asiáticos, el 0.01% eran isleños del Pacífico, el 0.16% eran de otras razas y el 1.02% pertenecían a dos o más razas. Del total de la población el 1.25% eran hispanos o latinos de cualquier raza.